# ستارا پاکا
ستارا پاکا (به لاتین: Stará Paka) یک منطقهٔ مسکونی در جمهوری چک است که در شهرستان ییچین واقع شده‌است. ستارا پاکا ۲٬۰۷۲ نفر جمعیت دارد.